# Heimatkunst
Heimatkunst war die Bezeichnung für eine völkisch-nationalistische literarische Strömung im deutschsprachigen Raum von etwa 1890 bis an den Beginn der 1930er Jahre. Sie entstand im Anschluss an den Naturalismus im Zuge der Heimatbewegung, weshalb auch von „Heimatkunstbewegung“ gesprochen wird.

## Selbstverständnis
„Heimatkunst“ verstand sich programm- und handlungsbezogen als Mittel der Gesellschaftsveränderung. Sie setzte völkische Weltanschauung in ein ästhetisches Konzept und in eine künstlerische Praxis um, die volkserzieherisch angelegt waren. Die Theoretiker und Künstler der Heimatkunst standen mit ihren zahlreichen Manifest- und Programmschriften für eine politisierte Kunst. Sie vertraten ein „mehr oder minder stark ideologisch eingefärbtes Programm“ (Karlheinz Rossbacher).
Dabei wurde die Heimat als Gegenbegriff zu den unerwünschten Erscheinungen der Moderne festgelegt, verbunden mit den völkischen Kategorien Stamm, Volksgemeinschaft, Volkstum und Rasse, mit Schwerpunkt auf ländlichem oder allenfalls kleinstädtischem Leben. Ein typisches Merkmal war die Dichotomie der biologistischen Metaphern gesund und krank. Als „gesund“ galten demnach Dorf, Bauern, überkommenes Brauchtum, Tradition. Sie wurden idyllisiert und als Leitbilder genommen. Als „krank“ hingegen galten Großstadt, moderne Lebensformen und -stile, Intellektuelle. Sie wurden abgewertet und als schädlich für den als biologischen Organismus imaginierten „Volkskörper“ betrachtet, der nach erfolgreicher Bekämpfung der Infektionsursachen auch mit Hilfe der Kunst gesunden werde.
Der enge Bezug auf Regionen und deren eingesessene Bewohner bzw. – in der Diktion der Heimat-Bewegung – „Stämme“ reduzierte den Bezug zu Nation und „Reich“, also zum (groß-)deutschen Nationalismus, und förderte das „Odium provinzieller Beschränktheit“.
Die Heimatkunst pflegte den Kult um große Persönlichkeiten. Ein Beispiel dafür war Rembrandt, der von Julius Langbehn als Volkserzieher und -führer dargestellt wurde. Im Gegensatz zu diesen positiven Figuren standen Juden. Sie wurden als Vertreter aller negativen sozialen und politischen Entwicklungen der damaligen Zeit gesehen. Dies entsprach dem modernen Antisemitismus, der Juden sowohl mit den Auswüchsen des Kapitalismus („Mammonismus“) als auch mit der Arbeiterbewegung in Verbindung brachte. Die führenden Köpfe der Heimatkunst waren neben Langbehn mit Adolf Bartels, Friedrich Lienhard, Gustav Frenssen, Heinrich Sohnrey, Hermann Löns, Ernst Wachler, Wilhelm von Polenz und andere durchweg prominente Antisemiten.  Konservative und rassistische Werke begründeten die Heimatkunst ideologisch. In ihrer antimodernen, antirationalistischen und anti-intellektuellen Grundhaltung war sie ein Vorläufer der späteren nationalsozialistischen Blut-und-Boden-Kunst.
Der Schriftsteller und Literaturhistoriker Adolf Bartels verwendete 1898 in einem Artikel in der Zeitschrift Der Kunstwart erstmals den Begriff Heimatkunst, gleichzeitig mit dem Schriftsteller Friedrich Lienhard (Puschner: „in allen Literaturgeschichten“ der „maßgebliche Initiator“). Zur Vermittlung des Konzeptes dienten einige literarische Zeitschriften, so die in Berlin erscheinende Zeitschrift „Die Heimat“ (1900–1904, danach „Deutsche Heimat“). Viele ihrer Autoren schlossen sich später den Nationalsozialisten an.
„Heimatliteratur“ lässt sich historisch „als Literatur … der Heimatkunstbewegung“ bestimmen.

## Heimatkunstbewegung
Die „Heimatkunstbewegung“ arbeitete an der Umsetzung völkischer Weltanschauung in Kunst im Rahmen des Heimatkunst-Konzepts. Sie zeigt sich als eine an der historisch vergangenen vorindustriellen Feudalgesellschaft orientierte Restaurationsbewegung. Als solche war sie Teil des völkischen Netzwerks. „Reger Kontakt“ bestand selbst zu der Kunst abgewandten, unmittelbar politisch auftretenden Instanzen der Völkischen Bewegung wie zum Alldeutschen Verband, zum Bund der Landwirte und zum Deutschnationalen Handlungsgehilfen-Verband, die die Unterstützung der Heimatkunstbewegung „als sinnvoll für die Durchsetzung der eigenen Ziele“ betrachteten.
Sie gilt als Wegbereiterin für jene „volklichen und heimatlichen“ Blut-und-Boden-Konzepte, die später in der NS-Ästhetik nach der Durchsetzung der Vorstellungen von  Alfred Rosenberg ihre Blüte erlebten. Völkische Ausrichtung und autoritäre Organisationsformen begünstigen die Eingliederung der Heimatkunstbewegung und ihrer Akteure in die nationalsozialistische Kulturpolitik.

## Wichtige Werke
- Julius Langbehn – Rembrandt als Erzieher (1890)
- Adolf Bartels – Heimatkunst. Ein Wort zur Verständigung (1902)
- Wilhelm von Polenz – Der Büttnerbauer (1895)
- Clara Viebig – Das Kreuz im Venn (1908)
- Hermann Löns – Der Wehrwolf (1910)
- Gustav Frenssen – Jörn Uhl (1901)
- Dietrich Speckmann – Heidehof Lohe (1903)
- Heinrich Sohnrey – Der Bruderhof (1897)

## Zeitschriften
- Die Heimat
- Blätter für Literatur und Volkstum
- Der Türmer